# الکساندر جمینیانی
الکساندر جمینیانی (انگلیسی: Alexandre Gemignani; ۲۶ ژوئن ۱۹۲۵ – ۸ مارس ۱۹۹۸) بازیکن بسکتبال اهل برزیل بود.